# Igreja Nacional Presbiteriana Conservadora do México
A Igreja Nacional Presbiteriana Conservadora do México (INPCM) - em espanhol Iglesia Nacional Presbiteriana Conservadora de Mexico - é uma denominação reformada presbiteriana no México. Foi formada em 1954, por um grupo de igrejas dissidentes da Igreja Nacional Presbiteriana do México.

## História
As igrejas presbiterianas são oriundas da Reforma Protestante do século XVI. São as igrejas cristãs protestantes que aderem à teologia reformada e cuja governo eclesiástico se caracteriza pelo governo de assembleia de presbíteros. O governo presbiteriano é comum nas igrejas protestantes que foram modeladas segundo a Reforma protestante suíça, notavelmente na Suíça, Escócia, Países Baixos, França e porções da Prússia, da Irlanda e, mais tarde, nos Estados Unidos.
Em 1954, um conflito dentro da Igreja Nacional Presbiteriana do México levou a separação do Presbitério da Cidade do México. Este, sob liderança do Rev. Eleazar Z. Perez, tornou-se a Igreja Nacional Presbiteriana Conservadora do México (INPCM) desde então. 
A principal causa da separação foi a oposição dos dissidentes ao ecumenismo.
A INPCM consistia em um único presbitério até 16 de outubro de 1996, quando 2 presbitérios foram organizados e a primeira Assembleia Geral foi realizada. Em 2004, a denominação tinha 1.600 membros. Em 2013, já era formada por 63 igrejas e 3 presbitérios.

## Doutrina
A denominação subscreve o Credo dos Apóstolos, Credo de Atanásio, Credo Niceno-Constantinopolitano, Cânones de Dort, Catecismo de Heidelberg, Segunda Confissão Helvética e Confissão de Westminster.